# 空の大怪獣Q
『空の大怪獣Q』（そらのだいかいじゅうキュー、原題: Q 別題: The Winged Serpent、Q - The Winged Serpent ）は、1982年に公開されたアメリカ合衆国の怪獣映画。日本では劇場公開されずビデオスルーとなったほか、テレビ東京「木曜洋画劇場」枠で1987年6月11日に放送された際には『襲う巨大怪鳥』（おそうきょだいかいちょう）と改題された。

## あらすじ
古代アステカの神、ケツァルコアトルがニューヨークで暴れまわる話。

## キャスト
※括弧内は日本語吹替。
- ジミー・クイン - マイケル・モリアーティ（屋良有作）
- セーラー・ジョエル - キャンディ・クラーク（吉田理保子）
- シェパード刑事 - デビッド・キャラダイン（小川真司）
- パウエル巡査部長 - リチャード・ラウンドトゥリー（池田勝）
- マーレイ警部補 - ジェームズ・ディクソン（秋元羊介）
- 署長 - マラキー・マッコート（藤本譲）
- フレッチャー - フレッド・J・スコレイ（西川幾雄）
- ドイル（スパンキー[注釈 1]） - ジョン・カポダイス（小島敏彦）
- ウェッブ - トニー・ペイジ（笹岡繁蔵）
- キュレーター - ラーキン・フォード（小島敏彦）
- 教授 - ラリー・パイン（江原正士）
- 警備員 - エディ・ジョーンズ（戸谷公次）
- ケイヒー - シェリー・デサイ（朝戸鉄也）
- 建設作業員 - リチャード・ダガン（島田敏）

日本語吹替はスティングレイより2017年5月26日に発売されたBDに収録されている。

## スタッフ
- 製作・脚本・監督：ラリー・コーエン
- 音楽：ロバート・O・ラグランド

## 関連作品
- 破壊神（英語版） - 2006年のビデオ映画、本作へのパロディおよび続編。